# Catacraerus pullus
Catacraerus pullus är en skalbaggsart som först beskrevs av Gerstaecker 1867.  Catacraerus pullus ingår i släktet Catacraerus och familjen stumpbaggar. Inga underarter finns listade i Catalogue of Life.